# Списак хрватских владара
Дат је списак хрватских владара који су имали власт над подручјем данашње Републике Хрватске и дијелова сусједних држава, почевши од досељења Хрвата на данашње просторе до данас.

## Рана хрватска средњовјековна држава
Настанак хрватске државе се због недостатка историјских извора може пратити тек од почетка 9. века. У историографији постоје бројни називи за прву државу Хрвата, као што су Кнежевина Хрватска, Хрватска кнежевина, Приморска Хрватска, Приморска кнежевина, Далматинска Хрватска, Далматинска кнежевина итд.). Најчешће се назива Приморском Хрватском, што је термин осмишљен од стране хрватских историографа 19. века, у време националног буђења Хрвата. Појам је настао из потребе да се раносредњевековна Хрватска јужно од реке Купе, историјски и правно повеже са бившом Краљевином Славонијом, за коју је такође осмишљен термин "Панонска Хрватска". Иако су оба термина убрзо прихваћена од већине угледних историчара и ушла у употребу у свим релевантним светским научним и образовним институцијама, познато је да се у раносредњовековним историјским изворима не помињу под наведеним називима, већ као Далмација, Либурнија, Горња Панонија, Доња Панонија, итд. С тим у вези, угледни хрватски историчар Иво Голдштајн наводи:
Новаковић константно пише "Приморска Хрватска", иако тако нешто у повијести није уопће постојало. То су хисториографски појмови, измислили су их историчари прошлих генерација како би нагласили хрватство тих покрајина које се није истицало у називима оног времена. Међутим, у доба Људевита Посавског постоје Далмација и Славонија, затим се у изворима спомињу и Панонија, Либурнија, Илирик, а тек се у другој половици 9, па у 10. и 11. ст. јавља и афирмира име Хрватска. Данас за упорабу назива "Приморска Хрватска" и других сличних, нема више оправдања, они само уносе забуну и треба их одбацити.
У хрватској историографији се за први документ у коме се појављују називи "Хрват" и "Хрватска" на подручју Далмације и Либурније сматра повеља кнеза Трпимира (Трпмимирова даровница) од 4. марта 852. године, где се Трпимир назива "кнезом Хрвата" (Dux Croatorum), а његова земља "Краљевством Хрвата" (Regnum Croatorum). Међутим, с обзиром да Трпимирова даровница сачувана тек у препису који датира из 16. века, те због њене садржине, истакнути хрватски историчари, укључујући Наду Клаић, одбацују је као фалсификат.